# Bahnhof Haltern am See
Haltern am See ist ein Bahnhof in der Stadt Haltern am See im nordrhein-westfälischen Kreis Recklinghausen. Die Betriebsstelle liegt am Streckenkilometer 26,0 der Hauptstrecke von Wanne-Eickel Hauptbahnhof nach Hamburg Hauptbahnhof (VzG-Strecke 2200) und war ehemals Ausgangspunkt der Zweigstrecke über Büderich nach Venlo (VzG-Strecke 2202). Beide Strecken zusammen sind als Hamburg-Venloer Bahn bekannt, welche bis zum Zweiten Weltkrieg von internationalen Schnellzügen befahren wurde, die auch Station in Haltern machten. Darüber hinaus wurde im Bahnhof Haltern bis zur Jahrtausendwende die Vorsortierung von Güterzügen in Richtung Ruhrgebiet vorgenommen. Seit 1998 ist er zudem in das Netz der S-Bahn Rhein-Ruhr integriert.
Der Bahnhof ist einer von 16 so genannten „Zukunftsbahnhöfen“ der Deutschen Bahn, in dem Neuerungen erprobt werden. Bis zum Herbst 2021 wurde der Bahnhof modernisiert und barrierefrei umgebaut.

## Lage und Aufbau

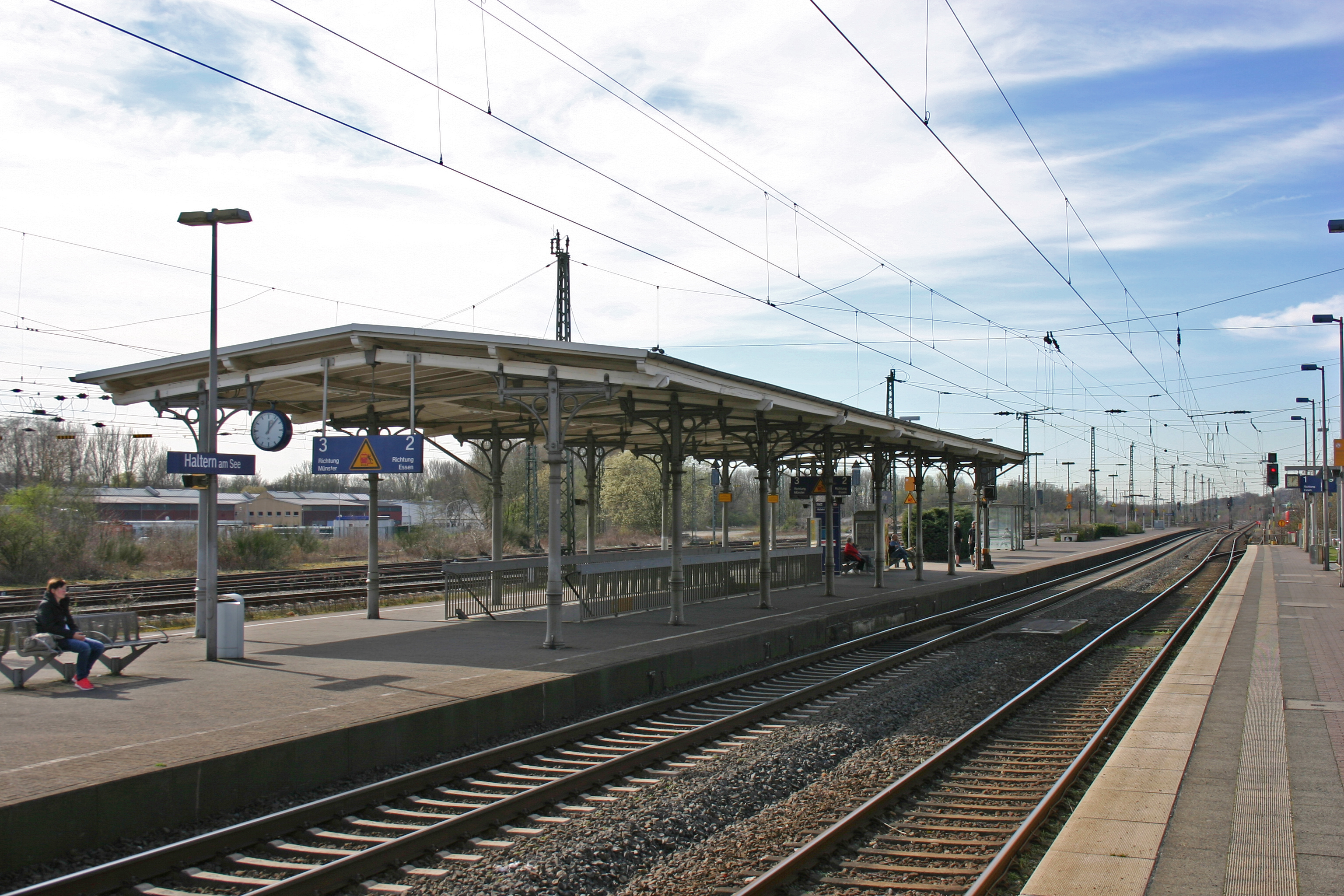
Mittelbahnsteig 2+3, 2014

Der Bahnhof liegt südlich der Halterner Innenstadt in Höhe des Streckenkilometers 26,0 der Bahnstrecke von Wanne-Eickel nach Hamburg. Das Empfangsgebäude befindet sich am Roost-Warendin-Platz, der das südliche Ende der Bahnhofstraße bildet. In unmittelbarer Nähe stehen nordöstlich das Stellwerk Hf sowie südwestlich die ehemaligen Ladeeinrichtungen, in denen sich die Radstation befindet. Auf der Freifläche zwischen Empfangsgebäude und Stellwerk liegen die Bushaltestellen der Vestischen sowie einzelne Kurzzeitparkplätze. Weitere Parkmöglichkeiten gibt es westlich des Empfangsgebäudes auf der Freifläche zwischen den Gleisanlagen und der Annabergstraße. Die Flächen werden vom ehemaligen Ringlokschuppen im Westen begrenzt.
Die Hauptgleise liegen in Südwest-Nordost-Richtung. Das südwestliche Einfahrsignal 92 A in Fahrtrichtung Hamburg steht unmittelbar nördlich der Lippebrücke, das Einfahrsignal 92 F der Gegenrichtung östlich der Überführung der Bundesstraße 58. Die Entfernung zwischen beiden Signalen beträgt rund 2,4 Kilometer bei einer maximalen Breite der Bahntrasse von rund 50 Metern.
Der Bahnhof verfügt über drei Bahnsteiggleise. Gleis 1 ist der Hausbahnsteig. Dieser weist eine Nutzlänge von 186 Metern auf und ist über eine Rampe zu erreichen. Seine Höhe beträgt im vorderen (südwestlichen) Teil 96 Zentimeter und im hinteren Bereich 20 Zentimeter. Hier wenden die Züge der S-Bahn-Linie S 9 sowie der HVZ-Verstärker der Linie RE 42.
Die Gleise 2 und 3 liegen an einem teilüberdachten Mittelbahnsteig. Seit dem Umbau hat der Bahnsteig eine Höhe von 76 Zentimetern bei einer Länge von 220 Metern und ist mithilfe von insgesamt drei Aufzügen barrierefrei erreichbar. Das Reisezentrum im Bahnhof wurde im Oktober 2019 geschlossen.

## Geschichte

### Bau und Eröffnung (bis 1874)
Zu Beginn der 1860er Jahre reichte die französische Gesellschaft Études et Travaux de Chemins de Fer unter Federführung der Bankiersfamilie Rothschild erste konkrete Pläne für eine Eisenbahnverbindung zwischen Paris und Hamburg ein. Den ersten, 1862 genehmigten Vorarbeiten folgten alsbald Zusagen seitens des Königreiche Preußen sowie der Stadtstaaten Bremen und Hamburg, über deren Gebiet die Bahn verlaufen sollte. Das Königreich Hannover äußerte hingegen Bedenken gegen die Bahn. Einerseits widerstrebte dem Land die Bau- und Betriebsführung durch eine private Gesellschaft, andererseits bestanden militärisch begründete Widerstände gegen eine feste Elbquerung zwischen Hamburg und Harburg.
Mit dem Aufflammen des Deutsch-Deutschen Krieges 1866 zog sich die französische Planungsgesellschaft aus dem Projekt zurück. Die Cöln-Mindener Eisenbahn-Gesellschaft (CME) übernahm daraufhin das Projekt in nahezu identischer Ausführung. Infolge der Neuordnung der politischen Landkarte Deutschlands – Preußen annektierte Hannover – stand einer Umsetzung damit nichts mehr im Wege.
Neben der Hamburg-Venloer Bahn sahen die Pläne eine Zweigbahn von Haltern nach Pluto (später Wanne) vor, um die Abfuhr von Ruhrkohlen nach Hamburg und Bremen zu ermöglichen. Am 28. Mai 1866 erteilte der preußische Staat der CME die Konzession für die Abschnitte von Venlo bis Münster sowie von Haltern nach Pluto. Die Bauarbeiten begannen im März 1868 und dauerten annähernd zwei Jahre an. Am 1. Januar 1870 nahm die CME den Verkehr zwischen Pluto und Münster auf. Der Halterner Bahnhof ging zeitgleich mit der Strecke in Betrieb. Da die Eröffnung des Venloer Astes noch ausstand, verfügte die Station zunächst über provisorische Holzfachwerkgebäude für die Reisenden- und Güterabfertigung.
Die Inbetriebnahme der Venloer Bahn ließ zunächst auf sich warten. Die CME bescheinigte der Verbindung abseits der Besiedlung keine große Rendite und spekulierte darauf, nach ausreichender Zeit von den Bauverpflichtungen befreit zu werden. Die Situation veränderte sich, als mit der Noord-Brabantsch-Duitsche Spoorweg-Maatschappij (Nord-Brabant-Deutsche Eisenbahn-Gesellschaft; NBDE) Pläne für die Boxteler Bahn von Boxtel nach Kleve aufkamen. Hintergrund war die Einrichtung einer internationalen Schnellzugverbindung zwischen Deutschland und dem Vereinigten Königreich über Vlissingen. Mit dieser Verbindung war die Venloer Bahn ausreichend ausgelastet, sodass die CME Ende 1871 mit den erforderlichen Arbeiten begann. Die Inbetriebnahme der Zweigbahn nach Wesel fand am 1. März 1874 statt. Die Fortführung über den Rhein nach Venlo folgte zum Jahresende. Die Boxteler Bahn ging vier Jahre darauf am 1. Juli 1878 in Betrieb.

### Privat- und Länderbahnzeit (1874–1920)

Rohbau des neuen Empfangsgebäudes, 1904

Ansicht des neuen Empfangsgebäudes nach der Fertigstellung, 1905

Seit 1873 verfügte der Halterner Bahnhof über fünf Haupt- und Nebengleise, 1874 kam ein sechstes Gleis hinzu. Im Jahr darauf erweiterte die CME das Empfangsgebäude um weitere Räume, wodurch das Gebäude auf annähernd die doppelte Größe anwuchs. Ab 1877 verfügte der Bahnhof über zwei Gleisanschlüsse zu einer Dampfsägemühle sowie zu einer Sandgrube. Letztere war nur kurze Zeit in Betrieb. Zu dieser Zeit versahen 21 Stationsbeamte ihren Dienst auf der Betriebsstelle.
Anfang der 1880er Jahre bauten die Preußischen Staatseisenbahnen als Nachfolger der CME die Strecke zwischen Wanne und Münster zweigleisig aus. Einhergehend entstand im westlichen Bahnhofsbereich eine Rangieranlage. Ein erster Lokschuppen aus der Eröffnungszeit wich zur gleichen Zeit einem Neubau mit acht Ständen mit einer Länge von jeweils 20 Metern. Später folgte die Erweiterung des Bahnhofsgeländes bis zur Lippe. Haltern diente zunehmend als Vorbahnhof für die Rangierbahnhöfe des Ruhrgebiets.
1894 erfolgte die Umbenennung des Bahnhofs in Haltern (Westf). Ein Jahr darauf änderte sich die Direktionszugehörigkeit. Mit der Verstaatlichung der CME im Jahr 1881 trat an ihre Stelle die Königliche Eisenbahndirektion zu Cöln rechtsrheinisch. 1895 fand eine erneute Umstrukturierung statt. Haltern lag nun innerhalb der neu geschaffenen KED Münster (Westf).
Den nächsten größeren Umbau erfuhr der Bahnhof zur Jahrhundertwende. Westlich des Empfangsgebäudes entstand 1899 ein neuer und vergrößerter Güterschuppen, daran anschließend folgte bis 1901 ein Bahnbetriebswerk. Kernstück der Anlage war ein neunständiger Ringlokschuppen, hinzu kamen Bekohlungsanlagen und ein Wasserturm. Ein zweiter Wasserturm östlich des Empfangsgebäudes folgte 1903. Für die Betriebsbeamten entstand nordwestlich des Bahnhofs eine Wohnsiedlung. Den Abschluss bildete der Neubau des Empfangsgebäudes im Jahr 1905. Auf der Ostseite konzentrierten sich nun die Abstellgleise für den Güterverkehr, daran angeschlossen waren mehrere Anschlussgleise zu den umliegenden Betrieben. Dem Personenverkehr standen vier Bahnsteiggleise zur Verfügung: ein Mittelbahnsteig für den Durchgangsverkehr von Münster nach Wanne und zurück, ein Hausbahnsteig für durchgehende Züge nach Wesel sowie ein Stumpfgleis für die Nahverkehrszüge nach Wesel.

### Reichsbahnzeit (1920–1949)
Nach dem Ende des Ersten Weltkrieges folgte Anfang 1923 die Besetzung des Ruhrgebiets durch französische und belgische Truppen. Da die Lippe die nördliche Grenze des besetzten Gebietes darstellte, wurde die Strecke nach Wanne-Eickel unterbrochen. Die 1920 geschaffene Deutsche Reichsbahn verlagerte daher den Verkehr von und nach den Niederlanden sowie in Richtung Münster über die Venloer Bahn. Einen Monat später ging das Aufkommen in Haltern wieder zurück, nachdem die Franzosen den unteren Bahnhofsteil von Hervest-Dorsten ebenfalls besetzten und so die Venloer Bahn unterbrochen wurde. Ab Dezember 1923 gab es wieder erste durchgehende Züge von Haltern sowohl in Richtung Wanne-Eickel als auch Wesel.
Während des Zweiten Weltkrieges erlitt der Bahnhof bis Anfang 1945 kaum Schäden. Die Luftangriffe konzentrierten sich auf die umliegenden Ziele oder die Bahnstrecken als solche. Der erste größere Angriff erfolgte am 21. Februar 1945. Neben 23 Toten und 61 Verletzten wurden vor allem die Stellwerke getroffen. Es folgten weitere Luftangriffe bis zum 22. März 1945, seitdem ruhte der Bahnverkehr. Insgesamt hielten sich die Schäden dennoch in Grenzen, da die Bahnmeisterei nach den Angriffen die Schadensbeseitigung veranlasste. Hierbei kamen etwa 250 Zwangsarbeiter zum Einsatz, über die die Bahnmeisterei verfügte. Alliierte Truppen erreichten die Stadt in der Nacht vom 29. auf den 30. März 1945.
Die ersten Nachkriegswochen waren von einem starken Militärverkehr in der Relation Wesel – Haltern – Münster geprägt. Der Verkehr von und nach Wanne war infolge der gesprengten Brücken über die Lippe und den Wesel-Datteln-Kanal noch unterbrochen, konnte aber im selben Jahr mit zwei provisorischen Übergängen über die Gewässer wieder aufgenommen werden. Dieser Zustand hielt sich bis 1948. Die ab Mitte 1945 verkehrenden zivilen Personenzüge nutzte insbesondere die Bevölkerung des Ruhrgebiets für Hamsterfahrten in das Münsterland. Da Haltern an der Grenze zwischen der Reichsbahndirektion Münster (Westf) und der Reichsbahndirektion Essen lag, fanden hier die erforderlichen Lokwechsel statt.

### Bundesbahnzeit (1949–1994)
Während die Bedeutung der Venloer Bahn infolge der Streckenunterbrechung bei Wesel und folgender Abstufung zur Nebenbahn sank, stieg der Verkehr auf der Verbindung Münster – Wanne-Eickel umso stärker an. Dennoch bemühte sich die Deutsche Bundesbahn um Einsparungen. So wurde Mitte der 1950er Jahre das beim Bahnbetriebswerk (Bw) gelegene Stellwerk Hl nach einem Unfall aufgegeben und die Weichen auf Handbetrieb umgestellt. Am 28. September 1962 endete zudem der Personenverkehr auf der Venloer Bahn; der Gütertransport konnte sich noch einige Jahrzehnte halten.

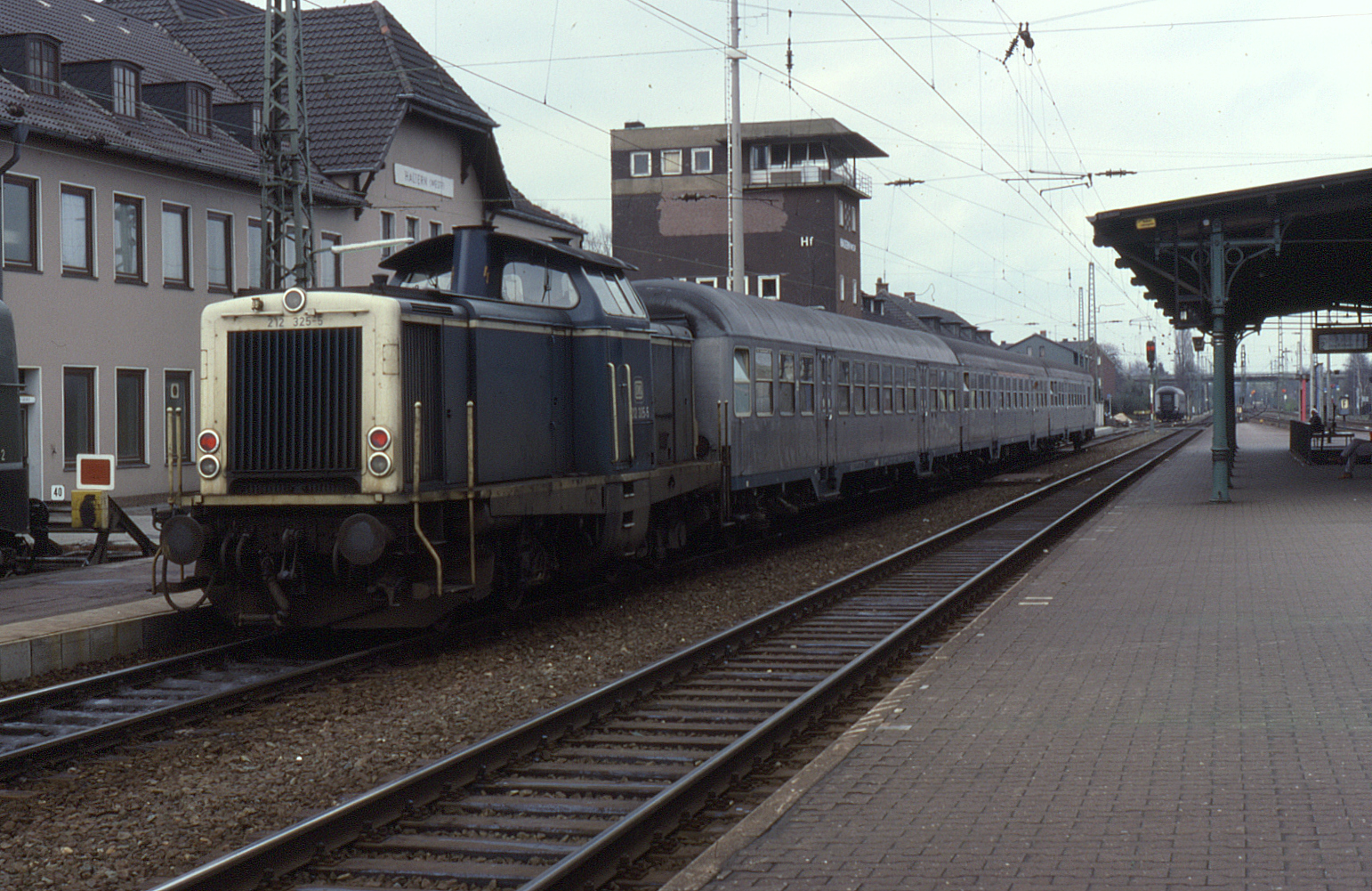
212 325 vor einem Nahverkehrszug nach Essen, 1988

Ende September 1963 ging das Stellwerk Hf in Betrieb. Das Spurplan-Stellwerk ersetzte die bestehenden sechs mechanischen Stellwerke. Am 1. Oktober 1963 nahm die Bundesbahn auf dem Abschnitt Recklinghausen – Haltern den elektrischen Betrieb auf. Die feierliche Umstellung fand einen Tag darauf im Beisein des damaligen Bundesbahnpräsidenten Heinz Maria Oeftering statt. Die weitere Elektrifizierung bis Osnabrück erfolgte am 12. September 1966. Nach der durchgehenden Elektrifizierung war ein Lokwechsel vor Ort nicht mehr erforderlich, so dass das Bw mit der Zeit aufgegeben werden konnte.
1968 nahm eine weitere Strecke von Haltern nach Süden den Betrieb auf: Die von der Stadt Essen im Jahr 1903 erstmals vorgeschlagene Bahn sollte über Marl und Buer weiter in Richtung Essen führen. Da sich die angrenzenden Gemeinden über den Verlauf des Südabschnitts uneins waren, verzögerte sich die Umsetzung des Vorhabens um mehrere Jahrzehnte. Der Siedlungsverband Ruhrkohlenbezirk griff das Projekt in den 1920er Jahren erstmals auf und forcierte dessen Umsetzung als Verkehrsband Nr. 9 (V9). Die eingleisige Hauptbahn beginnt aber nicht unmittelbar am Bahnhof Haltern, sondern an der südlich gelegenen Blockstelle Lippe, die zur Abzweigstelle ausgebaut wurde.
20 Jahre nach Inbetriebnahme der V9 legte die Bundesbahn die Venloer Bahn still, vier Jahre darauf begann der Abbau der Strecke. Das Einfahrsignal nach Haltern blieb hingegen noch einige Jahre bis zur Umstellung der Signale auf das Ks-Signalsystem erhalten.

### Jüngere Vergangenheit (seit 1994)

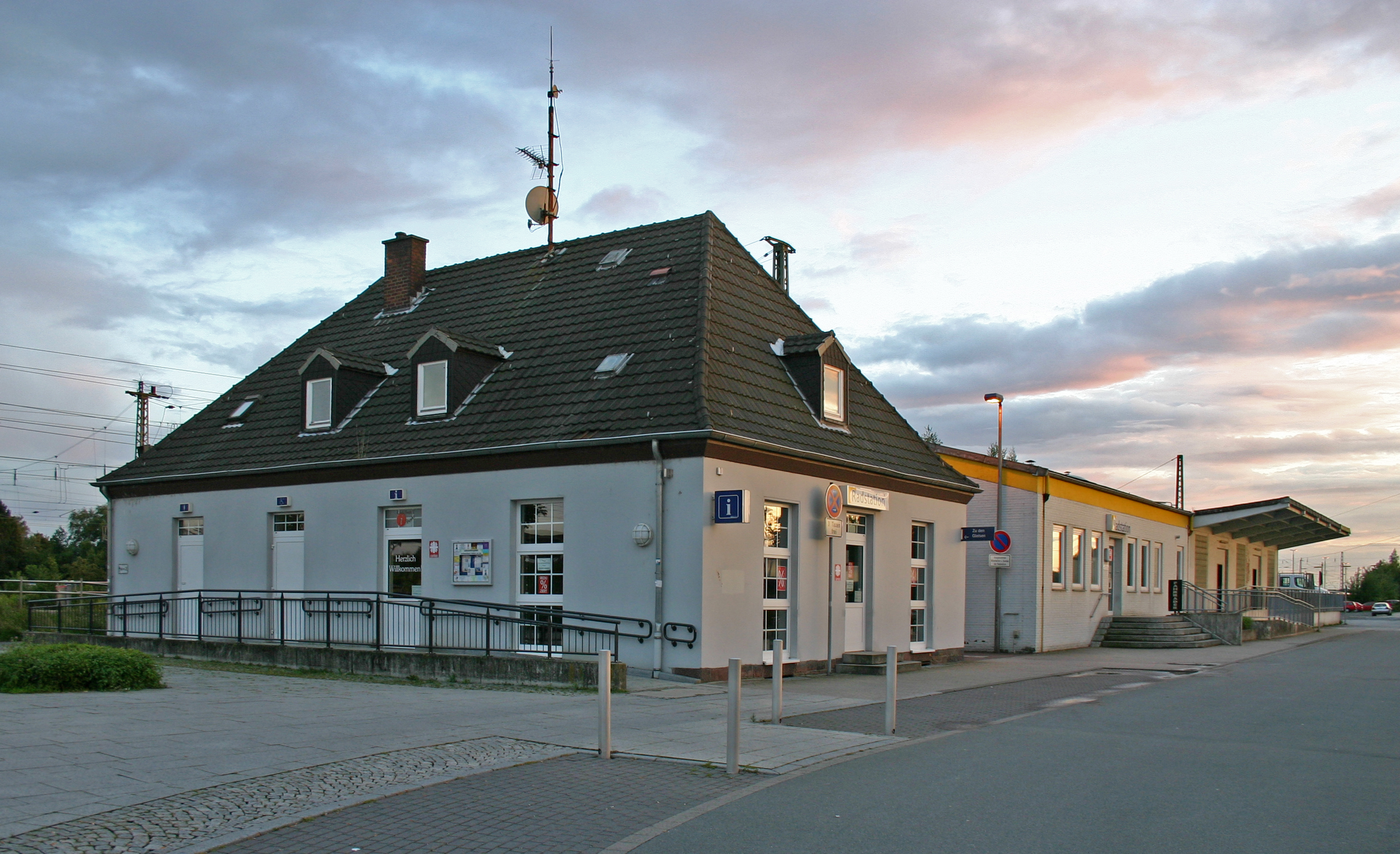
Der frühere Güterschuppen beherbergt die Radstation, 2014

Nach einer ersten Rationalisierung in den 1980ern erfolgte Mitte der 1990er Jahre der weitere Rückbau. Die Talgleise am Ablaufberg wurden komplett aufgegeben und das zugehörige Rangierstellwerk Hr abgerissen. Die Anzahl der durchgehenden Hauptgleise wurde auf acht reduziert. Nicht mehr benötigte Räumlichkeiten vermietete die Deutsche Bahn an private Unternehmen. In das Empfangsgebäude zogen so diverse Dienstleister und Händler ein: der ehemalige Güterschuppen wird als Radstation genutzt.
1998 wurde die Münsteraner Strecke an das Elektronische Stellwerk (ESTW) in Dülmen angeschlossen. Im gleichen Jahr erreichte die S-Bahn Rhein-Ruhr den Bahnhof. Mit Elektrifizierung der Niederbergischen Bahn wurde die bisherige Nahverkehrslinie N9 als Linie S9 nach Essen-Steele eingerichtet. Im Vorfeld wurde hierzu die Bahnsteiganlage umgebaut. Das bisher genutzte Stumpfgleis wurde entfernt und der Hausbahnsteig auf die erforderliche Höhe von 96 Zentimetern gebracht. Am 14. Dezember 2003 wurde die S9 bis Wuppertal Hbf verlängert.
Dem Durchgangsverkehr stehen weiterhin die Gleise 2 und 3 am Mittelbahnsteig zur Verfügung.
Um sich touristisch besser vermarkten zu können, beschloss die Stadt Haltern 2001 die Umbenennung in Haltern am See; der Namenszusatz nimmt Bezug auf den Halterner Stausee. Die Deutsche Bahn passte den Bahnhofsnamen (zuvor: Haltern (Westf)) zum Fahrplanwechsel 2003 entsprechend an.

## Anlagen

### Stellwerke

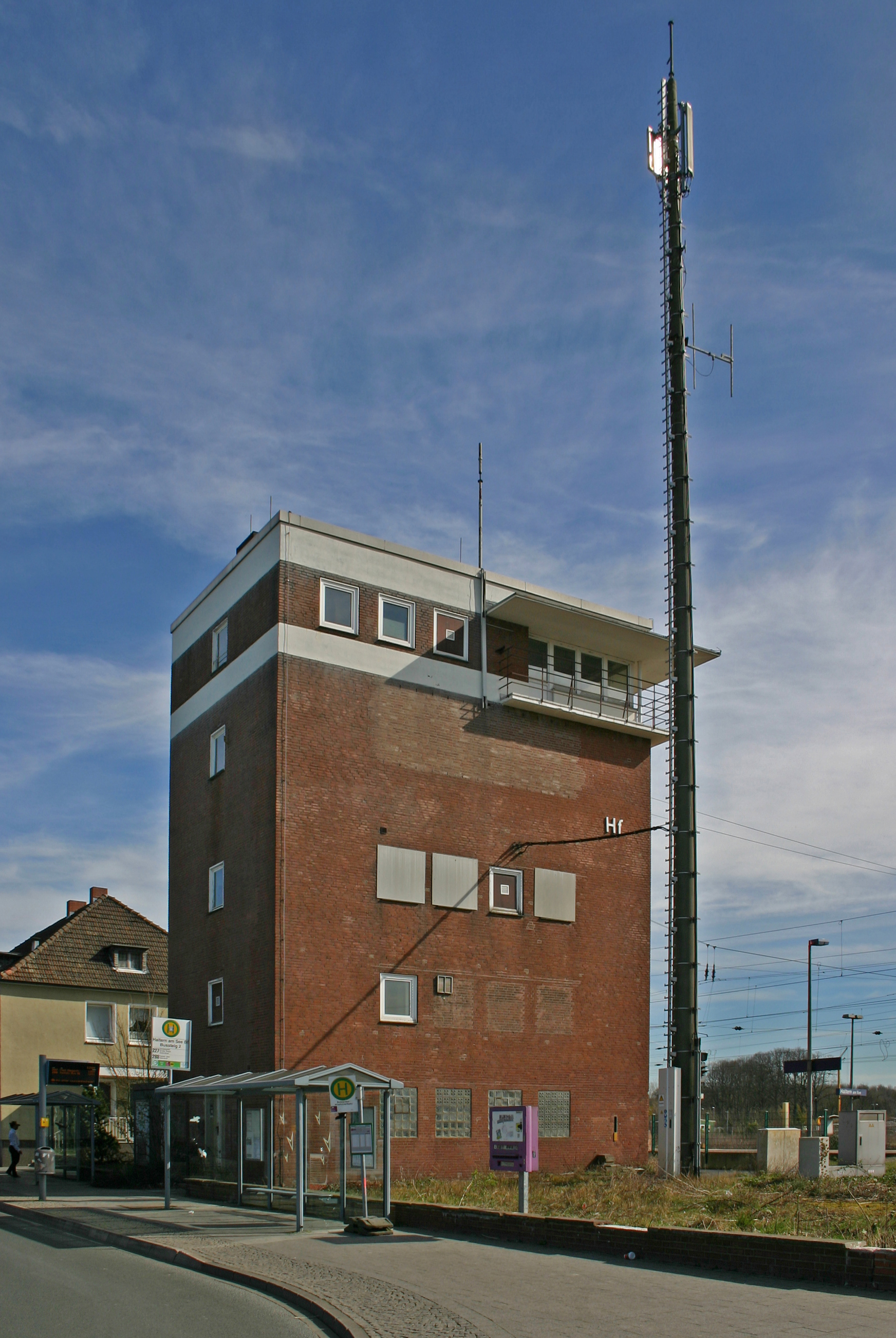
Stellwerk Hf, 2014

Die Strecken der CME verfügten zunächst über keine Stellwerke. Die Bedienung der Weichen und Signale erfolgte vor Ort durch Weichensteller. Den Auftrag zum Umstellen gab der Fahrdienstleiter telegrafisch an die Stellbuden, die gleichzeitig als Unterstand dienten. 1873 verfügte der Bahnhof Haltern über 35 Weichen, die von sechs Weichenstellbuden aus bedient wurden. Mit dem Ausbau des Bahnhofs zur Jahrhundertwende errichteten die Preußischen Staatsbahnen die ersten Stellwerke, die eine zentrale Bedienung der Weichen und Signale ermöglichten. Die Bezeichnung der Stellwerke richtete sich nach der Lage innerhalb des Bahnhofs.
Der Fahrdienstleiter hatte seinen Posten in der Zugleitung am Mittelbahnsteig. Ihm unterstellt waren die sechs Weichenwärter-Stellwerke Hn (Haltern Nord), Ho (Haltern Ost), Hs (Haltern Süd), Hw (Haltern West), Hmg (Haltern Mittelgruppe) und Hl (Haltern Lokschuppen). 1947 kam das Rangierstellwerk Hr am Ablaufberg hinzu. Das Stellwerk Hl wurde Mitte der 1950er Jahre aufgegeben und die Weichen auf Handbetrieb umgestellt. Zuvor war ein Lokführer mit seinem Fahrzeug in das Stellwerksfundament gefahren.
Anfang der 1960er Jahre ersetzte die Bundesbahn die noch vorhandenen Stellwerke durch das Zentralstellwerk Hf (Haltern Fahrdienstleiter). Das Relaisstellwerk der Bauart SpDrL30 von Standard Elektrik Lorenz übernahm die Aufgaben der alten Weichenwärterstellwerke mit Ausnahme des Rangierstellwerks. Gleichzeitig ersetzte es die Blockstelle Annaberg südlich der Bahnhofsausfahrt nach Wanne-Eickel. Seit 1986 befand sich zudem die Abzweigstelle Lippe mit einem separaten Stelltisch der Bauart SpDrL60 in der Fernstellung. Zuvor befand sich hier ein Relaisstellwerk der Bauart DrS2 von Siemens.
Mitte der 1990er Jahre waren die Lorenz-Stellwerke auf der Strecke zwischen Wanne-Eickel und Münster nur noch übergangsweise zugelassen. Die Deutsche Bahn veranlasste daher den Neubau eines Elektronischen Stellwerks (ESTW) im Bahnhof Dülmen, von wo aus die gesamte Strecke überwacht werden sollte. Gleichzeitig baute sie die Betriebsstellen, so auch den Bahnhof Haltern, zurück. Das Rangierstellwerk Hr war hiervon nicht mehr betroffen, es wurde 1994 abgerissen. Das ESTW der Bauart L90 ging am 25. Oktober 1998 in Betrieb. Das Stellwerk Hf dient seither als Bereichsrechnerraum (ESTW-A) für das Stellwerk Dülmen Df (ESTW-Z), der Bahnhof Haltern und die Abzweigstelle Marl Lippe werden von hier aus ferngesteuert.

### Bahnbetriebswerk

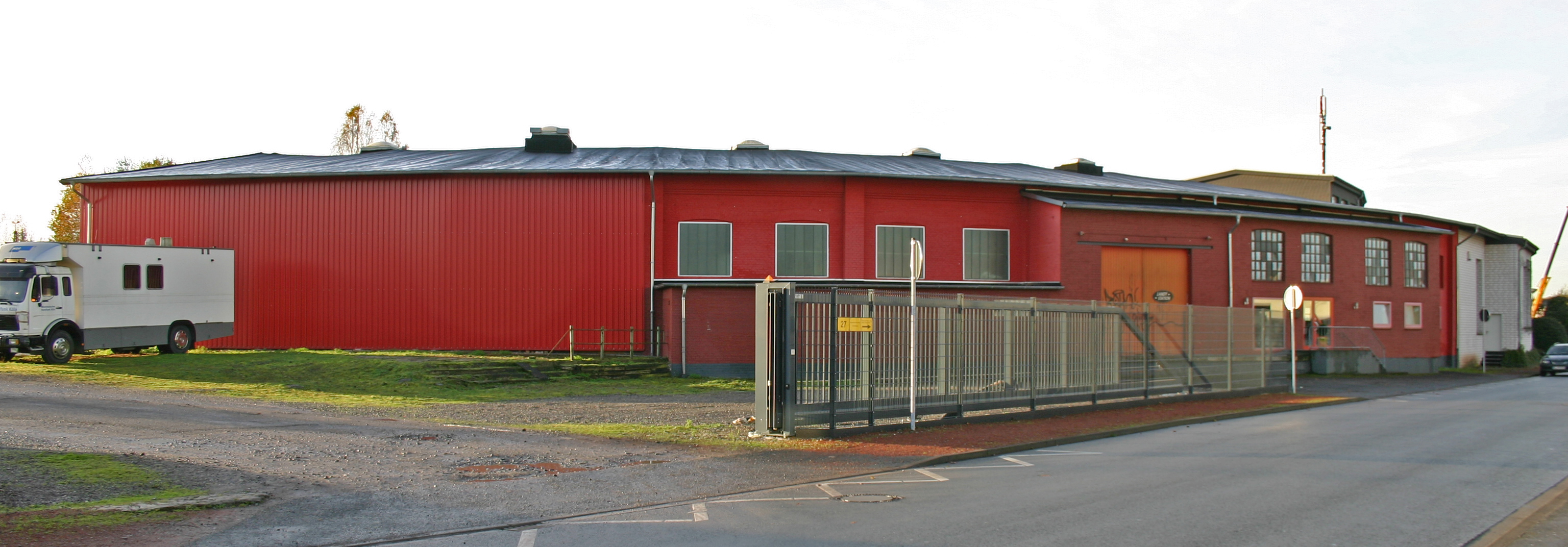
Rückansicht auf den ehemaligen Lokschuppen des Bw Haltern, 2014

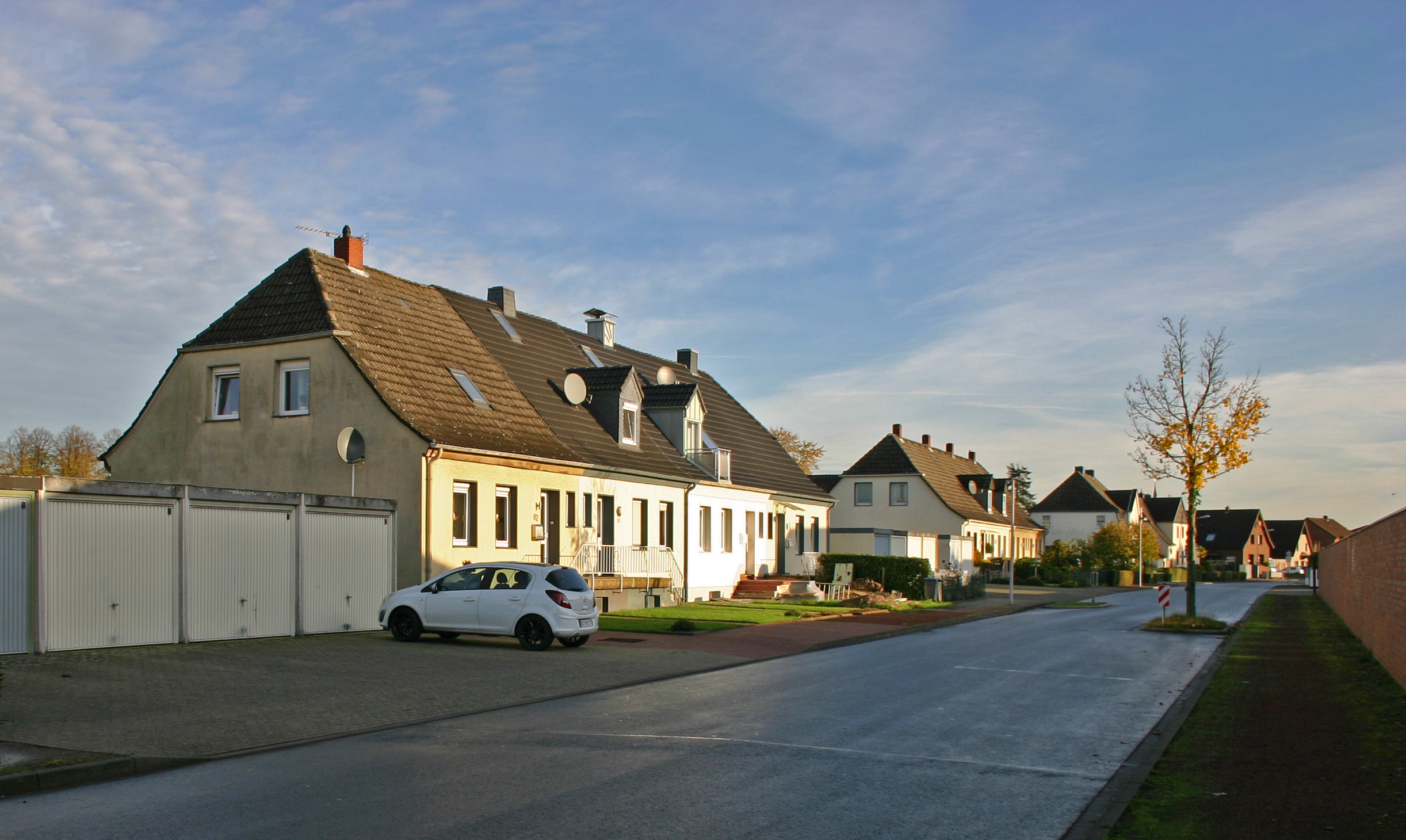
Blick auf die um 1900 angelegte Eisenbahnersiedlung („Negerdorf“) an der Annabergstraße, 2014

Bereits mit der Eröffnung verfügte der Bahnhof auf der Ostseite über einen vierständigen Lokschuppen mit vorgelagerter Drehscheibe. Mit der Eröffnung der Venloer Bahn wurde der Schuppen auf acht Stände erweitert. Anfang der 1880er Jahre wurde dieser Bau durch einen ebenfalls achtständigen Ringlokschuppen ersetzt. Dieser fasste Platz für bis zu 20 Meter lange Lokomotiven.
Der zweite Schuppen hatte nach 20 Jahren ebenfalls ausgedient. Die KED Münster ließ die Lokbehandlungsanlagen auf der Westseite des Bahnhofs neu errichten, währenddessen auf der Ostseite Aufstellgleise für den Güterverkehr Platz fanden. Das neu errichtete Bw umfasste einen neunständigen Ringlokschuppen mit vorgelagerter Drehscheibe. Hinzu kamen zwei Wassertürme und eine Bekohlungsanlage. In unmittelbarer Nähe zum Bw entstand an der Annabergstraße eine Wohnsiedlung. Da die Bediensteten oftmals rußgeschwärzt von der Arbeit kamen, bürgerte sich hierfür die Bezeichnung „Negerdorf“ ein.
Im Jahr 1950 wurde der Lokschuppen um vier Stände erweitert, hinzu kamen außerdem drei Freistände. In den 1950er Jahren waren im Bw Haltern durchschnittlich 25–30 Lokomotiven stationiert. Davon waren 18 Maschinen der Baureihe 50 und fünf Maschinen der Baureihe 780 zugeordnet. Hinzu kamen einzelne Exemplare der Baureihen 5525, 913, 935 und 945.
Mit der durchgehenden Elektrifizierung im Jahr 1966 wurde es zunehmend ruhiger im Bw. Bereits 1955 löste die Bundesbahn das Werk als eigenständige Dienststelle auf. Bis 1974 fungierte es daher als Außenstelle des Bw Münster 1, seither als Lokführer-Meldestelle. Da das Bw nur über Dampfheizungen zum Vorheizen von Personenzügen verfügte, waren in den 1970er Jahren einzelne ältere E-Loks in Haltern zum Vorheizen mit Elektroheizung abgestellt, nachgewiesen ist der Einsatz von zwei Lokomotiven der Baureihe 152 als Heizlok. Der nicht mehr benötigte Lokschuppen wurde Mitte der 1970er Jahre an die Raiffeisen-Genossenschaften verkauft. Um 1980 ließ die Bundesbahn beide Wassertürme abreißen, um 1990 folgten die Drehscheibe und der Kohlenbansen. Die zuführenden Gleise wurden weitestgehend entfernt. Im Jahr 2014 nutzten ein Ersatzteilhändler für Kraftfahrzeuge sowie ein Industriebetrieb für Schallschutz das Gelände.

## Verkehr

### Personenverkehr

Gruppenfoto des Halterner Bahnhofspersonals vor einer preußischen T 9^{1} (li.) und einer 1B-Lokomotive der NBDE (re.), um 1895

Bereits vor Inbetriebnahme der Venloer Bahn war der CME klar, dass diese Strecke hinter den Erwartungen zurückbleiben würde. Der überregionale Verkehr konzentrierte sich daher vornehmlich auf die „Zweigbahn“ nach Wanne, wogegen die „Hauptbahn“ nach Venlo vorwiegend lokalen Verkehr aufwies. Die Auslastung erhöhte sich erst mit Inbetriebnahme der Boxteler Bahn der NBDE im Jahr 1878. Der Sommerfahrplan 1880 verzeichnete insgesamt sechs Zugpaare in der Relation Münster – Haltern – Wanne und vier Zugpaare auf der Venloer Bahn zwischen Haltern und Wesel. Es bestanden teils direkte Verbindungen nach Hamburg und Bremen, in das Ruhrgebiet und nach Köln sowie nach Venlo, Vlissingen und über die Fähre auch nach London. Zwischen 1897 und 1911 fuhren die „Blauen Brabanter“ der NBDE bis Haltern zum Lokwechsel durch, später verkehrten die Züge weiter nach Münster, womit der Halt entfiel. Neben direkten Fährzügen zwischen Berlin und London fuhren einzelne Kurswagen bis Brüssel oder Wien.
Vor dem Ersten Weltkrieg verzeichnete der Bahnhof acht Zugpaare von und nach Wesel, 14 Zugpaare in Richtung Münster sowie 20 Zugpaare von und nach Wanne. Von den Schnellzügen, die Haltern passierten, hielten das Zugpaar D 92/93 und D 98/99. Die auf die Venloer Bahn übergehenden Züge fuhren hingegen durch. Mit Kriegsbeginn ging das Angebot deutlich zurück, der internationale Verkehr nach den Niederlanden kam infolge der Grenzschließung vorläufig zum Erliegen. Im November 1914 konnte indes ein erstes Zugpaar (D 115/116) von Hannover nach Vlissingen eingerichtet werden, das auch in Haltern Station machte.
Nach Kriegsende erfuhr Haltern mehr und mehr die Funktion eines Anschlussbahnhofs zur Venloer Bahn. Durch den Konkurs der NBDE ging der internationale Verkehr auf der Venloer Bahn zurück, die neu gegründete Deutsche Reichsbahn wickelte den Grenzverkehr über die Bahnstrecke Almelo–Salzbergen mit Bentheim als Grenzbahnhof ab. Das Fahrplanangebot pendelte sich mit Ausnahme dieser Verbindungen etwa auf das Vorkriegsniveau ein. Der Sommerfahrplan 1939 wies annähernd 50 Zugpaare mit Halt in Haltern aus, acht davon fuhren zwischen Haltern und Wesel. Vier Züge (D 92/95/96/97) verkehrten als Schnellzug zwischen Westerland beziehungsweise Flensburg und Frankfurt am Main. Der einzige auf der Venloer Bahn durchgehende Zug war der nachmittägliche Eilzug E 132 von Münster nach Bocholt.

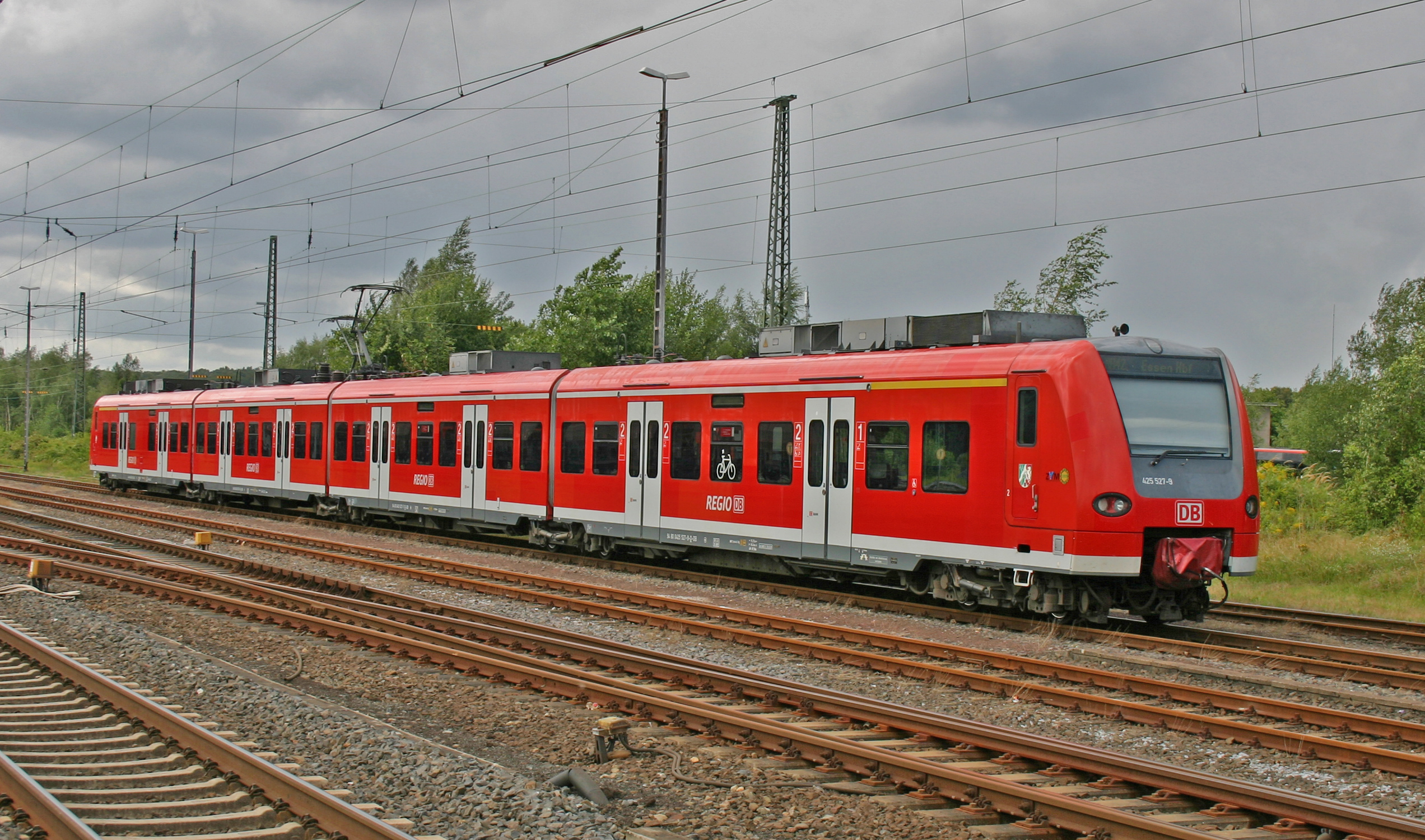
Triebwagen 425 027 der DB Regio wartet auf seinen Einsatz als Verstärker für die RB42, 2014

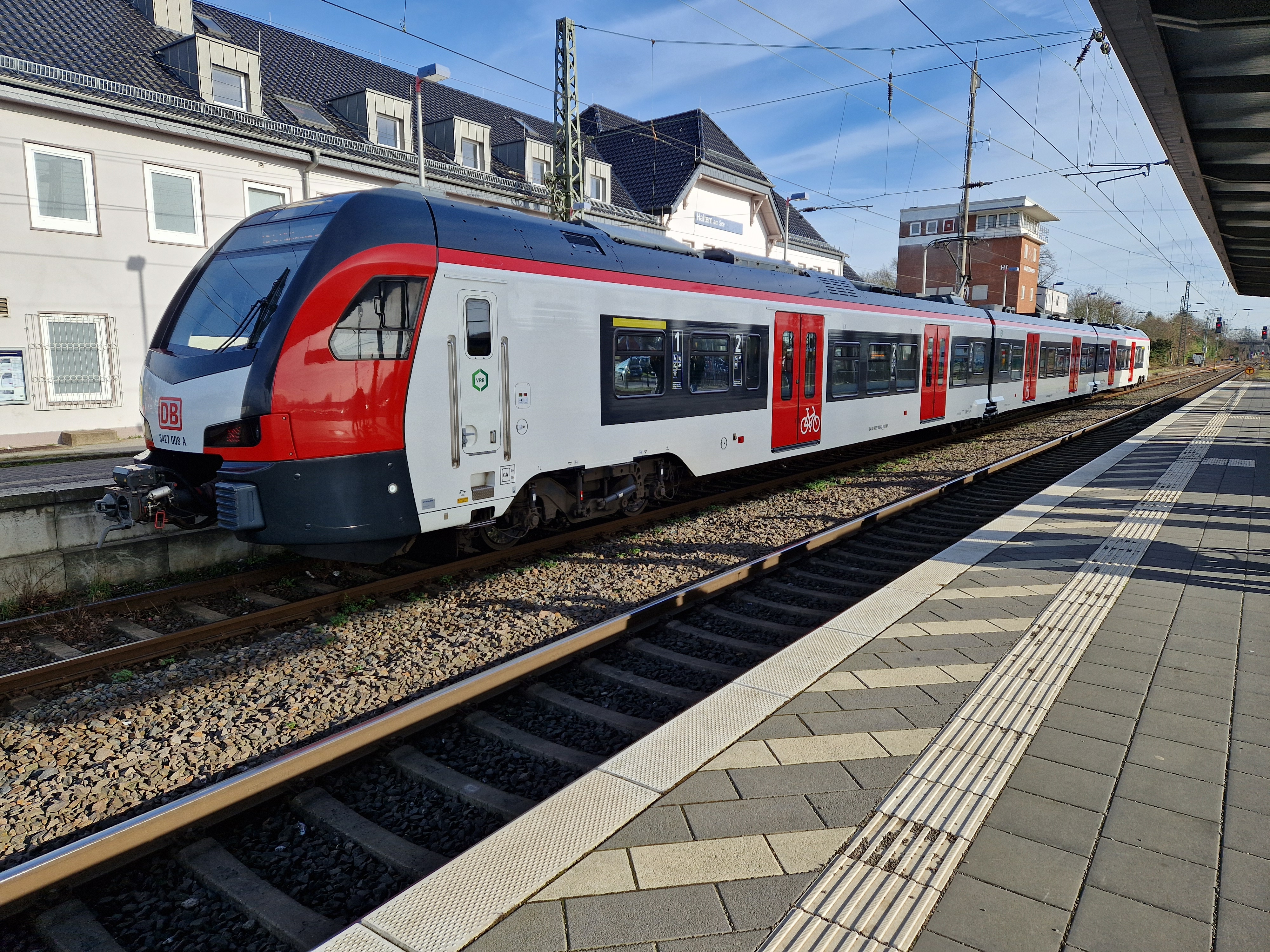
Triebwagen 3427 007 auf dem RE41 bei der Ankunft aus Bochum Hbf, 2024

Nach dem Zweiten Weltkrieg entwickelte sich die Bahnstrecke Wanne-Eickel–Hamburg weiter zu einer wichtigen Magistrale im westdeutschen Fernverkehr. Obwohl die Anzahl der Fernzüge auf der Strecke stetig zunahm, hielten weiterhin nur einzelne Schnellzüge in Haltern. Das Fahrplanangebot auf der Venloer Bahn nahm zudem rapide ab und sank von sieben Zugpaaren im Jahr 1950 auf zwei werktägliche Zugpaare Mitte der 1950er Jahre. 1958 bot die Bundesbahn auf der Strecke Haltern – Wesel ein Eilzugpaar an, das mit Uerdinger Schienenbussen gefahren wurde, stellte das Angebot aber nach kurzer Zeit wieder ein. 1962 kam der Verkehr auf dieser Verbindung gänzlich zum Erliegen. Sechs Jahre darauf ergab sich mit der V9-Strecke eine neue Nahverkehrsanbindung in Richtung Ruhrgebiet, insbesondere den Norden Gelsenkirchens, nach Gladbeck und Bottrop.
Der Verkehr ins Ruhrgebiet entwickelte sich auch in der Folgezeit stärker gegenüber der Verbindung gen Norden. Ab dem 1. Januar 1980 lag der Bahnhof im Tarifgebiet des neu gegründeten Verkehrsverbundes Rhein-Ruhr (VRR). Im Winterfahrplan 1984/85 bedienten 16 Zugpaare Haltern über die V9 sowie 30 Zugpaare aus Richtung Wanne-Eickel und Essen Hauptbahnhof. In Richtung Münster fuhren täglich neun Eilzugpaare, drei davon verkehrten auch über Bottrop. Hinzu kamen drei Schnellzugpaare aus dem Emsland oder Wilhelmshaven in Richtung Essen und Köln.
Mit Einführung des Integralen Taktfahrplans in Nordrhein-Westfalen im Mai 1998 wurden die Eilzüge zu Regional-Express und ab 2002 über Essen hinaus bis Mönchengladbach Hbf verlängert. Die Nahverkehrszüge zwischen Haltern und Essen fuhren seit 1998 als Regionalbahn bereits ab Münster. Gleichzeitig wurde die Nahverkehrsverbindung nach Bottrop in das S-Bahn-Netz Rhein-Ruhr einbezogen.
Der Bahnhof Haltern am See wird ausschließlich von Zügen des Nahverkehrs bedient. Es verkehren der RE 2 Rhein-Haard-Express (Osnabrück Hauptbahnhof – Düsseldorf Hauptbahnhof), der RE 41 Vest-Ruhr-Express (Haltern am See – Bochum Hauptbahnhof), RE 42 Niers-Haard-Express (Münster (Westfalen) Hauptbahnhof – Mönchengladbach Hauptbahnhof) sowie die S 9 (Haltern am See – Wuppertal Hauptbahnhof). Die Linie RE 2 verkehrt auf ihrer gesamten Länge im Stundentakt, die Linie RE 42 verkehrt zwischen Münster und Essen halbstündlich sowie im Stundentakt weiter nach Mönchengladbach. Zusätzlich besteht mit der Linie S 9 eine stündliche Verbindung nach Marl, Gladbeck, Bottrop, Essen und Wuppertal.
| Linie | Verlauf | Takt                                             | Betreiber |
| ----- | --- | ------------------------------------------------ | --------- |
| RE 2  | Rhein-Haard-Express: Osnabrück Hbf – Hasbergen – Natrup-Hagen (zweistdl.) – Lengerich (Westf) – Kattenvenne (zweistdl.) – Ostbevern – Westbevern – Münster (Westf) Hbf – (Münster-Albachten – Senden-Bösensell – Nottuln-Appelhülsen – Buldern –)* Dülmen – (Sythen –)* Haltern am See – (Marl-Sinsen –)* Recklinghausen Hbf – (Recklinghausen Süd –)* Wanne-Eickel Hbf – Gelsenkirchen Hbf – Essen Hbf – Mülheim (Ruhr) Hbf – Duisburg Hbf – Düsseldorf Flughafen – Düsseldorf Hbf * Halt nur einzelner Züge im Nachtverkehr Stand: Fahrplanwechsel Dezember 2023 | 60 min                                           | DB Regio  |
| RE 41 | Vest-Ruhr-Express: Bochum Hbf – Bochum West – Recklinghausen Süd – Recklinghausen Hbf – Marl-Sinsen – Haltern am See Fahrplanwechsel Dezember 2024 | 60 min                                           | DB Regio  |
| RE 42 | Niers-Haard-Express: Münster (Westf) Hbf – Münster-Albachten (stündlich) – Senden-Bösensell – Nottuln-Appelhülsen – Buldern – Dülmen – Sythen – Haltern am See – Marl-Sinsen – Recklinghausen Hbf – Recklinghausen Süd – Wanne-Eickel Hbf – Gelsenkirchen Hbf – Essen Hbf – Mülheim (Ruhr) Hbf – Duisburg Hbf – Rheinhausen – Krefeld-Uerdingen – Krefeld Hbf – Viersen – Mönchengladbach Hbf Stand: Fahrplanwechsel Dezember 2021 | 30 min (Münster–Essen) 60 min (Essen–M’gladbach) | DB Regio  |
| S 9   | Haltern am See – Marl-Hamm – Marl Mitte – GE-Hassel – GE-Buer Nord – Gladbeck West – Bottrop-Boy – Bottrop Hbf – E-Dellwig Ost – E-Gerschede – E-Borbeck – E-Borbeck Süd – Essen West – Essen Hbf – E-Steele – E-Überruhr – E-Holthausen – E-Kupferdreh – Velbert-Nierenhof – Velbert-Langenberg – Velbert-Neviges – Velbert-Rosenhügel – Wülfrath-Aprath – W-Vohwinkel – W-Sonnborn – W-Zoologischer Garten – W-Steinbeck – Wuppertal Hbf Stand: Fahrplanwechsel Dezember 2023                                                                                    | 60 min                                           | DB Regio  |

Am Bahnhof befindet sich ein Busbahnhof der Vestischen. Von hier bestehen Direktverbindungen in die Halterner Ortsteile Flaesheim, Hamm-Bossendorf, Hullern, Lavesum Lippramsdorf und Sythen sowie nach Datteln, Marl, die Dorstener Ortsteile Hervest und Wulfen.

### Güterverkehr

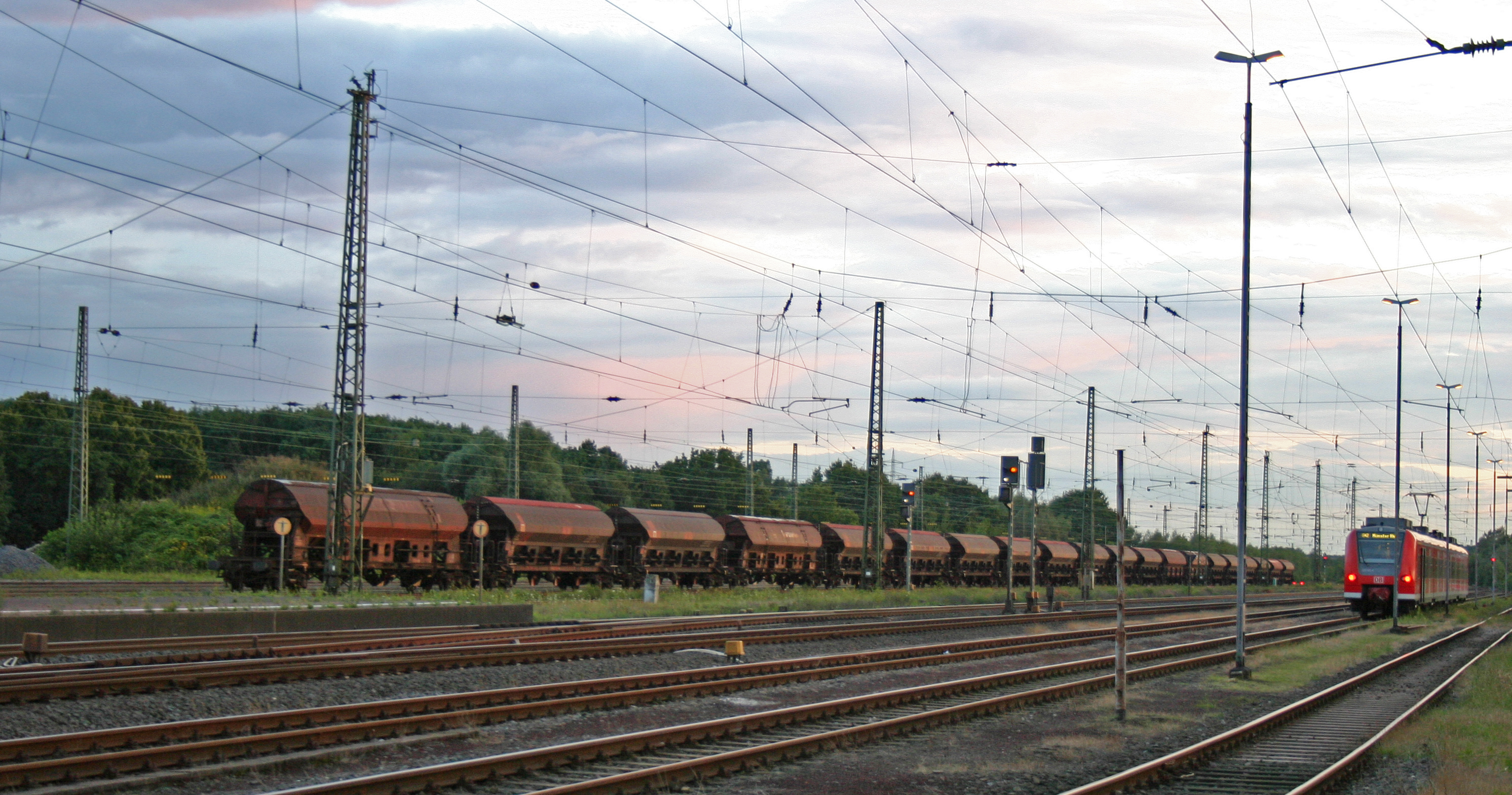
Blick vom Mittelbahnsteig auf die Gütergleise, 2014

Gegen Ende der 1870er Jahre verfügte der Halterner Bahnhof über zwei Anschlussgleise zu einem Dampfsägewerk sowie zu einer Sandgrube, letzteres blieb nur kurzzeitig in Betrieb. Entsprechend machte die Holzverladung zunächst den Großteil des Güterumschlags aus. Zwischen Münster, Haltern und Wanne fuhren täglich sechs Güterzüge, die vor allem Ruhrkohlen in Richtung der Hansestädte beförderten. Hinzu kamen zwei Nahgüterzüge auf der Venloer Bahn.
Ab den 1880er Jahren diente der Bahnhof vermehrt zur Entlastung der Rangierbahnhöfe des Ruhrgebiets. Die aus Richtung Münster kommenden Züge wurden vor Ort über den Ablaufberg geteilt und die einzelnen Wagen anschließend zu ihren Bestimmungsbahnhöfen geleitet. Da ein Großteil weiter nach Süden fuhr, waren mehrere Talgleise ausschließlich mit Ausfahrten in diese Richtung ausgestattet. Bis in die 1950er Jahre verfuhr die Direktion Münster auf diese Weise, betroffen waren vor allem der Transport von Eilgütern, Fisch und Vieh.
Der Güterumschlag nahm zu Beginn der 1960er Jahre rapide ab, da infolge der Elektrifizierung die meisten Güterzüge durchfuhren. Der Ablaufbetrieb wurde daraufhin eingestellt. Der Umschlag konzentrierte sich seither wieder auf die vorhandenen Gleisanschlüsse, etwa zu einem nahegelegenen Rohrwerk. Vereinzelt findet noch Holzverladung im Bahnhof statt.

### Busverkehr
Die Bushaltestelle Haltern am See Bf wird von den Linien 227, 271, 272, 273, 275, 277, 288 und 298 der Vestischen Straßenbahnen bedient. Außerdem verkehrt ein Bürgerbus.
| Linie | Verlauf | Takt (Mo–Fr) |
| ----- | --- | ------------ |
| 227   | Dorsten-Hervest Dorfstr. – Alt-Marl Riegestr. – Brassert – Marl Mitte – Drewer − Hüls – Marl-Hamm – Marl-Sickingmühle – Hamm-Bossendorf – Haltern am See Kärntner Platz – Haltern am See Bf                                   | 60 min       |
| 271   | Haltern am See Bf – Haltern am See Kärntner Platz – Völklingenstraße | 60/120 min   |
| 272   | Haltern am See Bf – Haltern am See Kärntner Platz – Hullern | 60 min       |
| 273   | Lehmbraken – Sythen – Sythen Bf – Haltern am See Kärntner Platz – Haltern am See Bf | 60 min       |
| 275   | Ketteler Hof – Lavesum – Haltern am See Kärntner Platz – Haltern am See Bf | 60 min       |
| TB277 | Taxibus: Haltern am See Bf – Haltern am See Kärntner Platz – Hamm-Bossendorf – Westfälische Klinik – Marl-Sinsen – Marl-Sinsen Bf                                                                                             | 60 min       |
| 288   | Haltern am See Bf – Haltern am See Kärntner Platz – Hamm-Bossendorf – Örter Pütt – Flaesheim – Ahsen – Bauerschaft Klostern – Datteln Bus Bf                                                                                  | 60 min       |
| 298   | Waldfriedhof Barkenberg – Dorsten-Barkenberg Handwerkshof – Lippramsdorf – Haltern am See Kärntner Platz – Haltern am See Bf                                                                                                  | 60 min       |
| BB    | BürgerBus: Haltern am See Bf → Haltern am See Kärntner Platz → Ferno-Center → Sixtus-Krankenhaus → Kärntner Platz → Sundernfriedhof → Evangelischer Friedhof → Kärntner Platz → Haltern am See Bf Es gilt der Bürgerbus-Tarif | 60 min       |